# 克萊鎮區 (密蘇里州林縣)
克萊鎮區（英語：Clay Township）是位於美國密蘇里州林縣的一個行政鎮區。

## 地方資料
克萊鎮區的面積為130.49平方千米，當中陸地面積為129.14平方千米，而水域面積為1.35平方千米。根據2020年美國人口普查的數據，當地共有人口282人，而人口密度為每平方千米2.16人。